# Kuhinjsko posuđe
Kuhinjsko posuđe čini pribor za jelo, posuđe i kuhinjski servisi za pripremanje hrane i drugi kuhinjski aparati i alati koji se koriste u pripremi ili posluživanju hrane. Kuhinjski pribor također se može koristiti za čuvanje hrane prije ili nakon pripreme. Može se izraditi od: metala, porculana, stakla, plastike ili nekog drugog materijala namjenjenoga za: spremanje, čuvanje ili serviranje hrane. 
Razna arheološka iskapanja potvrđuju da se Homo sapiens koristio kuhinjskim posuđem već prije tri milijuna godina (početak kamenog doba). Bio je izrađen uglavnom od kamena, gline, drva i kosti. S početkom Rimskog Carstva, počelo se koristiti razno novo kuhinjsko posuđe, kao što su: kuke za meso, lopatice, cjedila i posude za umake, često izrađene od željeza, kao i brončane i terakotne posude i kuhala za vodu.
Tijekom srednjeg vijeka razvijen je niz inovacija u kuhinjskom posuđu. Žlice s prorezima postale su popularne, kao i: tave, mlinci za papar, hvataljke, batovi i kalupi za vafle. Srednjovjekovne kuhinje imale su i: vage, vilice za pečenje, valjke za tijesto, pa čak i ribeže za sir. S početkom modernog doba došlo je do još veće specijalizaciju s alatima kao što su: vadičepi i otvarači za konzerve.
U 19. stoljeću, posebno u Sjedinjenim Američkim Državama, došlo je do velike ekspanzije u broju kuhinjskog pribora dostupnog na tržištu, uključujući one koji štede vrijeme, kao što su: guljači za krumpir i kalupi za želatinu.

## Galerija
- Bakreno kuhinjsko posuđe.
- Pribor za kavu.
- Kuhinjski set.
- Sve za kuhinju.